# Broasca de trestie
Broasca de trestie (Rhinella marina) este un amfibian din ordinul Anura.

## Mediul de viață și răspândire geografică
Broasca trăiește în mlaștinile cu trestie, de unde și denumirea. Este o specie originară din America, dar care a fost introdusă în Australia, unde a devenit dăunătoare.

## Alcătuirea corpului
Corpul este format din trei părți principale: cap, trunchi și membre. Capul este mare, cu ochi bulbucați. Trunchiul este cel mai mare segment al corpului și cuprinde majoritatea organelor interne. Membrele sunt inegal dezvoltate, cele posterioare fiind mai puternice ca cele anterioare, pentru a servi la locomoție.

### Funcțiile organismului

#### Circulația
Este un animal poichiloterm (cu sânge rece), care are inima tricamerală. Circulația este incompletă.

#### Respirația
Este pulmonară, dar și cutanee (prin piele), deoarece plămânii sunt slabi dezvoltați. Pentru ca pielea să poată absorbi oxigenul, trebuie să se mențină umedă, motiv pentru care e sensibilă la uscăciune. Nu prezintă cutie toracică.

## Adaptări
Pielea prezintă glande care secretă o substanță toxică, motiv pentru care nu are mulți dușmani naturali, ceea ce o face invazivă în Australia. Este mai rezistentă la apă sărată ca alți amfibieni. Se hrănește cu insecte.

## Înmulțirea și dezvoltarea
Broasca de trestie se înmulțește prin icre, care sunt toxice. Din icre ies mormolocii cu branhii. Treptat, plămânii se dezvoltă, ca și membrele, ceea ce face animalul să vină pe uscat. Și coada dispare, broasca devine adult, se înmulțește și ciclul se reia.